# Leif Krantz
Leif Krantz (Göteborg, 15 aprile 1932 – Sköndal, 28 dicembre 2012) è stato un regista televisivo, sceneggiatore e produttore televisivo svedese.

## Biografia
Per il film Bravi piccoli uomini ha vinto il Leone d'argento - Gran premio della giuria alla 26ª Mostra internazionale d'arte cinematografica di Venezia.
A partire dagli anni sessanta divenne famoso grazie ai popolari drammi televisivi Kullamannen (1967) e Kråkguldet (1969), e in seguito con Pojken med guldbyxorna (1975) e Sinkadus (1980).